# Bash.org
Bash.org is een site die bestaat uit een database van ingestuurde citaten uit chatrooms en instant messengers. Hoewel de officiële naam QDB of voluit Quote Database heet, wordt de site in het algemeen met bash of de URL genoemd.
De site verzamelt humoristische citaten, die bijna exclusief afkomstig zijn uit Internet Relay Chat, hoewel ook enkele citaten uit instant messaging en gesproken citaten in de database verschijnen. De afkomst van de citaten maakt dat de citaten vaak een apart IRC-taaltje gebruiken. Na het insturen van de citaten, kan er op gestemd worden en kunnen ze volgens verschillende sorteermethoden weergegeven worden. Het onderwerp van de citaten in de databank zijn worden vaak als "nerdhumor" bestempeld, de humor van de database wordt meer geapprecieerd wanneer de lezer computerkennis heeft.
De site is een begrip geworden in de IRC-gemeenschap. Het woord "bashing" heeft tegenwoordig in het internetjargon een betekenis gevonden als het toevoegen van citaten aan deze site. De site heeft doorheen de jaren diverse klonen opgeleverd, ook in andere talen; deze verwijzen echter allemaal naar het bash of bash.org begrip.
In januari 2005 stelde Bash.org een officiële RSS-feed beschikbaar, deels als antwoord op de vele eigen scripts en programma's die gebruikers hadden geschreven om Bash.org-citaten te downloaden van de site en te verwerken in diverse applicaties. De RSS-feeds laten de gebruikers nu toe om op een gedocumenteerde en uniforme manier citaten op te vragen, gebaseerd op bepaalde parameters. Het resultaat wordt beschikbaar gesteld in een XML-document dat kan geparst worden en in eigen applicaties worden verwerkt.